# VIII Giochi sudamericani
Gli VIII Giochi sudamericani si sono svolti a Buenos Aires, in Argentina, dal 9 al 19 novembre 2006.
Alcuni eventi sportivi relativi alla manifestazione si sono tenuti nella città di Mar del Plata.
I Giochi, a cui presero parte 2770 atleti provenienti da 15 nazioni sudamericane, hanno visto lo svolgimento di 28 gare sportive e furono, come i precedenti, organizzati sotto il patrocinio della Organización Deportiva Sudamericana (ODESUR).

## Sport
- Tiro con l'arco
- Atletica leggera (Under-23)
- Badminton
- Baseball
- Pallacanestro
- Pugilato
- Canoa
- Ciclismo
- Equitazione
- Scherma
- Hockey su prato
- Calcio
- Ginnastica artistica
- Judo

- Pallamano
- Softball
- Pentathlon moderno
- Canottaggio
- Vela
- Tiro
- Nuoto
- Tennis tavolo
- Taekwondo
- Tennis (Under-20)
- Triathlon
- Pallavolo
- Sollevamento pesi
- Lotta

## Medagliere
Paese ospitante
| Posiz. | Nazione          | Oro | Argento | Bronzo | Totale |
| ------ | ---------------- | --- | ------- | ------ | ------ |
| 1      | Argentina        | 107 | 96      | 93     | 296    |
| 2      | Venezuela        | 98  | 85      | 101    | 284    |
| 3      | Colombia         | 97  | 72      | 74     | 243    |
| 4      | Brasile          | 96  | 105     | 101    | 302    |
| 5      | Cile             | 37  | 42      | 58     | 137    |
| 6      | Ecuador          | 14  | 27      | 38     | 79     |
| 7      | Perù             | 8   | 13      | 22     | 43     |
| 8      | Uruguay          | 4   | 9       | 13     | 26     |
| 9      | Paraguay         | 2   | 4       | 5      | 11     |
| 10     | Guyana           | 1   | 1       | 0      | 2      |
| 11     | Bolivia          | 0   | 2       | 5      | 7      |
| 12     | Panama           | 0   | 2       | 1      | 3      |
| 13     | Aruba            | 0   | 1       | 1      | 2      |
| 14     | Antille Olandesi | 0   | 0       | 2      | 2      |
| 15     | Suriname         | 0   | 0       | 1      | 1      |
| Totale | Totale           | 464 | 459     | 515    | 1438   |